# Gregory Rigters
Gregory Walter Rigters (Paramaribo, 26 februari 1985 - aldaar, 4 december 2017) was een Surinaams voetballer. Hij speelde als aanvaller.

## Carrière
Rigters speelde vanaf 2007 in de SVB-Eerste Klasse. Hij kwam uit voor de teams Voorwaarts, The Brothers en de Walking Boyz Company en ook nog zeven keer voor het Surinaams voetbalelftal waarvoor hij een keer scoorde.
Daarnaast speelde hij op hoog niveau zaalvoetbal en werd meermaals landelijk kampioen. In 2014 werd hij nog genomineerd als Sportman van het Jaar.
Op 4 december 2017 reed hij met zijn auto met hoge snelheid tegen een schutting aan. Rigters en een passagier overleden ter plekke, een andere passagier raakte gewond.

## Loopbaan
2007-2009: SV Voorwaarts
2009-2010: SV The Brothers
2010-2013: SV Voorwaarts
2013-2017: SV Walking Boyz Company
2009-2015: Surinaams voetbalelftal